# Fleshcrawl
A Fleshcrawl német death metal zenekar.

## Története
1987-ben alakultak "Morgöth" néven, Stefan Hanus és Bastian Harzog által. Miután az eredeti énekes, Wendolin Dopfer elhagyta az együttest, Alex Pretzer került a Fleshcrawlba, és Suffocationre változtatták a nevüket. Ezen a néven jelentették meg első demójukat. Ezután újból nevet kellett változtatniuk, mert az ugyanilyen nevű amerikai death metal együttes előbb adta ki nagylemezét. Ekkor lett Fleshcrawl az együttes neve. 1991-ben piacra dobtak egy EP-t. 1992-ben szerződtek le a "Black Mark Productions" kiadóhoz és első nagylemezüket ők jelentették meg. A lemez kiadása után Mike Hanus, Stefan Hanus testvére váltotta le Gero Schmidt gitárost. 1995-ben Markus Amann basszusgitáros elhagyta a Fleshcrawlt, Mike Hanus vette át a basszusgitárosi posztot is. Mára csak Bastian Herzog dobos az egyetlen eredeti tag. A 2000-es "As Blood Rains from the Sky, We Walk the Path of Endless Fire" albumuktól kezdve a zenekar stílusa sokkal inkább a melodikus death metal stílusra hasonlít. Lemezeiket a Metal Blade Records jelenteti meg.

## Tagok
Jelenlegi felállás
- Sven Gross - ének (1997-2021)
- Oliver Grbavac - gitár (2002-)
- Manuel Markowski - basszusgitár (2011-)
- Bastian Herzog - dob, vokál (1987-)

Korábbi tagok
- Wendelin Dopfer - ének (1987-1990)
- Alex Pretzer - ének (2000-2006)
- Alfred Handke - gitár (1987-1991)
- Gero Schmidt - gitár (1991-1992)
- Stefan Hanus - gitár (1987-2002)
- Mike Hanus - gitár, vokál (1992-2018), basszusgitár (1995-1997)
- Markus Amann - basszusgitár (1987-1995)
- Tobias Schick - basszusgitár (1998-2005)
- Nico Scheffler - basszusgitár (2005-2009)
- Florian Eckhard - basszusgitár (2010)

## Diszkográfia
Stúdióalbumok
- Descend into the Absurd (1992)
- Impurity (1994)
- Bloodsoul (1996)
- Bloodred Massacre (1997)
- As Blood Rains from the Sky, We Walk the Path of Endless Fire (2000)
- Soulskinner (2002)
- Made of Flesh (2004)
- Structures of Death (2007)
- Into the Catacombs of Flesh (2019)

Egyéb kiadványok
- Lost in a Grave (demó, 1991)
- Crawling in Flesh (válogatáslemez, 2006)